# Ottawa-Ouest—Nepean
Pour la circonscription provinciale, voir Ottawa-Ouest—Nepean (circonscription provinciale).
Circonscription électorale fédérale du Canada
Ottawa-Ouest—Nepean ((en) Ottawa West—Nepean) est une circonscription électorale fédérale en Ontario (Canada) qui est représentée à la Chambre des communes du Canada depuis 1997.

## Géographie
La circonscription consiste en la portion ouest de la ville d'Ottawa.
La circonscription comprend la partie de la ville d'Ottawa décrite comme suit : commençant à un point situé sur la frontière interprovinciale entre l'Ontario et le Québec à 45°23'45" de latitude N et 75°46'21" de longitude O; de là vers l'est jusqu'à un point situé sur l'avenue Dominion à 45°23'32" de latitude N et 75°45'35" de longitude O; de là vers le sud-est suivant ladite avenue jusqu'à la rue Tay; de là vers le nord-est suivant ladite rue jusqu'à l'avenue Berkley; de là vers le sud-est suivant ladite avenue jusqu'au chemin Richmond; de là vers le sud-ouest suivant ledit chemin jusqu'à l'avenue Golden; de là vers le sud-est suivant ladite avenue jusqu'au prolongement vers l'ouest de l'avenue Tillbury (au début de l'avenue Tillbury Ouest); de là vers l'est suivant ledit prolongement et l'avenue Tillbury jusqu'à l'avenue Cole Sud; de là vers le sud-est suivant ladite avenue jusqu'à l'avenue Carling (en direction est); de là généralement vers le nord-est suivant ladite avenue jusqu'à l'avenue Fisher; de là vers le sud-est suivant ladite avenue jusqu'à la promenade Prince of Wales; de là vers le nord suivant ladite promenade jusqu'au chemin Borden Side; de là vers l'est suivant le prolongement vers l'est dudit chemin jusqu'à la rivière Rideau; de là vers le sud-est suivant ladite rivière jusqu'à la voie ferrée du Canadien National; de là généralement vers l'ouest suivant ladite voie ferrée jusqu'à l'autoroute 416 (autoroute commémorative des Anciens-Combattants); de là vers le nord-ouest suivant ladite autoroute jusqu'à l'autoroute 417 (autoroute Transcanadienne); de là vers l'ouest suivant ladite autoroute jusqu'à la promenade Moodie; de là vers le nord-ouest suivant ladite promenade jusqu'à l'avenue Carling; de là vers l'ouest et le sud-ouest suivant ladite avenue jusqu'au chemin Davidson's Side; de là vers le nord-ouest suivant ledit chemin jusqu'à son extrémité; de là vers le nord jusqu'à la frontière interprovinciale entre l'Ontario et le Québec à 45°22'58" de latitude N et 75°51'26" de longitude O; de là généralement vers le sud-est et le nord-est suivant ladite frontière jusqu'au point de départ.
Les circonscriptions limitrophes sont Kanata, Nepean, Ottawa-Sud et Ottawa-Centre.

## Historique
La circonscription est créée en 1996 à partir des circonscriptions d'Ottawa-Ouest, Nepean et une partie de Lanark—Carleton.
Lors du redécoupage électoral de 2022-2023, la circonscription perd à l'ouest, la partie située à l'ouest du chemin Davidson's Side entre la rivière des Outaouais et l'avenue Carling, et à l'ouest de la promenade Moodie entre l'avenue Carling et l'autoroute 417, au profit de la nouvelle circonscription de Kanata; et au sud-est, elle perd la partie au sud de la voie ferrée du Canadien National entre la rivière Rideau et du chemin Merivale, au profit de la circonscription de Nepean. Elle gagne au nord-est la partie à l'est du chemin Merivale jusqu'à l'avenue Fisher entre le chemin Baseline au sud et la route 38 au nord, et la partie comprise à l'ouest de l'avenue Golden et au sud de la route 38, les deux parties au détriment de la circonscription de Ottawa-Centre.

## Députés
| Législature                                                                                 | Années        | Député            | Parti | Parti        |
| ------------------------------------------------------------------------------------------- | ------------- | ----------------- | ----- | ------------ |
| Ottawa-Ouest—Nepean issue d'une partie d'Ottawa-Ouest, Nepean et Lanark—Carleton avant 1997 |               |                   |       |              |
| 36e                                                                                         | 1997–2000     | Marlene Catterall |       | Libéral      |
| 37e                                                                                         | 2000–2004     | Marlene Catterall |       | Libéral      |
| 38e                                                                                         | 2004–2006     | Marlene Catterall |       | Libéral      |
| 39e                                                                                         | 2006–2008     | John Baird        |       | Conservateur |
| 40e                                                                                         | 2008–2011     | John Baird        |       | Conservateur |
| 41e                                                                                         | 2011–2015     | John Baird        |       | Conservateur |
| 42e                                                                                         | 2015–2019     | Anita Vandenbeld  |       | Libéral      |
| 43e                                                                                         | 2019–2021     | Anita Vandenbeld  |       | Libéral      |
| 44e                                                                                         | 2021–en cours | Anita Vandenbeld  |       | Libéral      |

## Résultats électoraux
|       | Candidat       | Parti        | # de voix | % des voix |
|       | (x) John Baird | Conservateur | +25 109,  | 44,98 %    |
|       | David Pratt    | Libéral      | +20 161,  | 36,12 %    |
|       | Marlene Rivier | NPD          | +06 432,  | 11,52 %    |
|       | Frances Coates | Vert         | +03 552,  | 6,36 %     |
|       | Alex McDonald  | Communiste   | +00150,   | 0,27 %     |
|       | David Page     | Indépendant  | +00415,   | 0,74 %     |
| Total | Total          | Total        | 55 819    | 100 %      |

| Élection fédérale de 2006 | Élection fédérale de 2006 | Élection fédérale de 2006 | Élection fédérale de 2006 | Élection fédérale de 2006 |
| Candidat                  | Candidat                  | Parti                     | # de voix                 | % des voix                |
| ------------------------- | ------------------------- | ------------------------- | ------------------------- | ------------------------- |
|                           | John Baird                | Conservateur              | 25 607                    | 43,13                     |
|                           | Lee Farnworth             | Libéral                   | 20 244                    | 34,09                     |
|                           | Marlene Rivier            | Néo-démocrate             | 9 569                     | 16,12                     |
|                           | Neil Adair                | Vert                      | 2 932                     | 4,94                      |
|                           | John Pacheco              | Indépendant               | 905                       | 1,52                      |
|                           | Randy Bens                | Action canadienne         | 121                       | 0,2                       |
| Total                     | Total                     | Total                     | 59 379                    | 100 %                     |
| Élection fédérale de 2004 |                           |                           |                           |                           |
| Candidat                  | Candidat                  | Parti                     | # de voix                 | % des voix                |
|                           | Marlene Catterall         | Libéral                   | 23 971                    | 41,59                     |
|                           | Sean Casey                | Conservateur              | 22 591                    | 39,20                     |
|                           | Marlene Rivier            | Néo-démocrate             | 7 449                     | 12,92                     |
|                           | Neil Adair                | Vert                      | 2 748                     | 4,77                      |
|                           | Russell Barth             | Marijuana                 | 430                       | 0,75                      |
|                           | Mary-Sue Haliburton       | Action canadienne         | 376                       | 0,65                      |
|                           | Alecander Legeais         | Marxiste-léniniste        | 68                        | 0,12                      |
| Total                     | Total                     | Total                     | 57 633                    | 100 %                     |
| Élection fédérale de 2000 |                           |                           |                           |                           |
| Candidat                  | Candidat                  | Parti                     | # de voix                 | % des voix                |
|                           | Marlene Catterall         | Libéral                   | 22 607                    |                           |
|                           | Barry Yeates              | Alliance canadienne       | 14 753                    |                           |
|                           | Tom Curran                | Progressiste-conservateur | 10 506                    |                           |
|                           | Kevin Kinsella            | Néo-démocrate             | 2 718                     |                           |
|                           | Matt Takach               | Vert                      | 585                       |                           |
|                           | Sotos Petrides            | Marijuana                 | 423                       |                           |
|                           | David Creighton           | Action canadienne         | 376                       |                           |
|                           | John C. Turmel            | Indépendant               | 89                        |                           |
|                           | Stuart Ryan               | Communiste                |                           |                           |
|                           | Richard Wolfson           | Loi naturelle             | 58                        |                           |
| Total                     |                           |                           |                           |                           |
| Élection fédérale de 1997 |                           |                           |                           |                           |
| Candidat                  | Candidat                  | Parti                     | # de voix                 | % des voix                |
|                           | Marlene Catterall         | Libéral                   |                           |                           |
|                           | Barry Yeates              | Réformiste                | 11 601                    |                           |
|                           | Margret Kopala            | Progressiste-conservateur | 8 489                     |                           |
|                           | Wendy Byrne               | Néo-démocrate             | 4 163                     |                           |
|                           | Stuart Langstaff          | Vert                      | 416                       |                           |
|                           | John C. Turmel            | Indépendant               | 211                       |                           |
|                           | Stan Lamothe              | Loi naturelle             |                           |                           |
|                           | Marsha Fine               | Marxiste-léniniste        | 90                        |                           |
| Total                     |                           |                           |                           |                           |